# Alfa Romeo C43
L'Alfa Romeo C43 è una monoposto di Formula 1, costruita dalla scuderia Alfa Romeo per partecipare al campionato mondiale di Formula 1 2023.

## Livrea

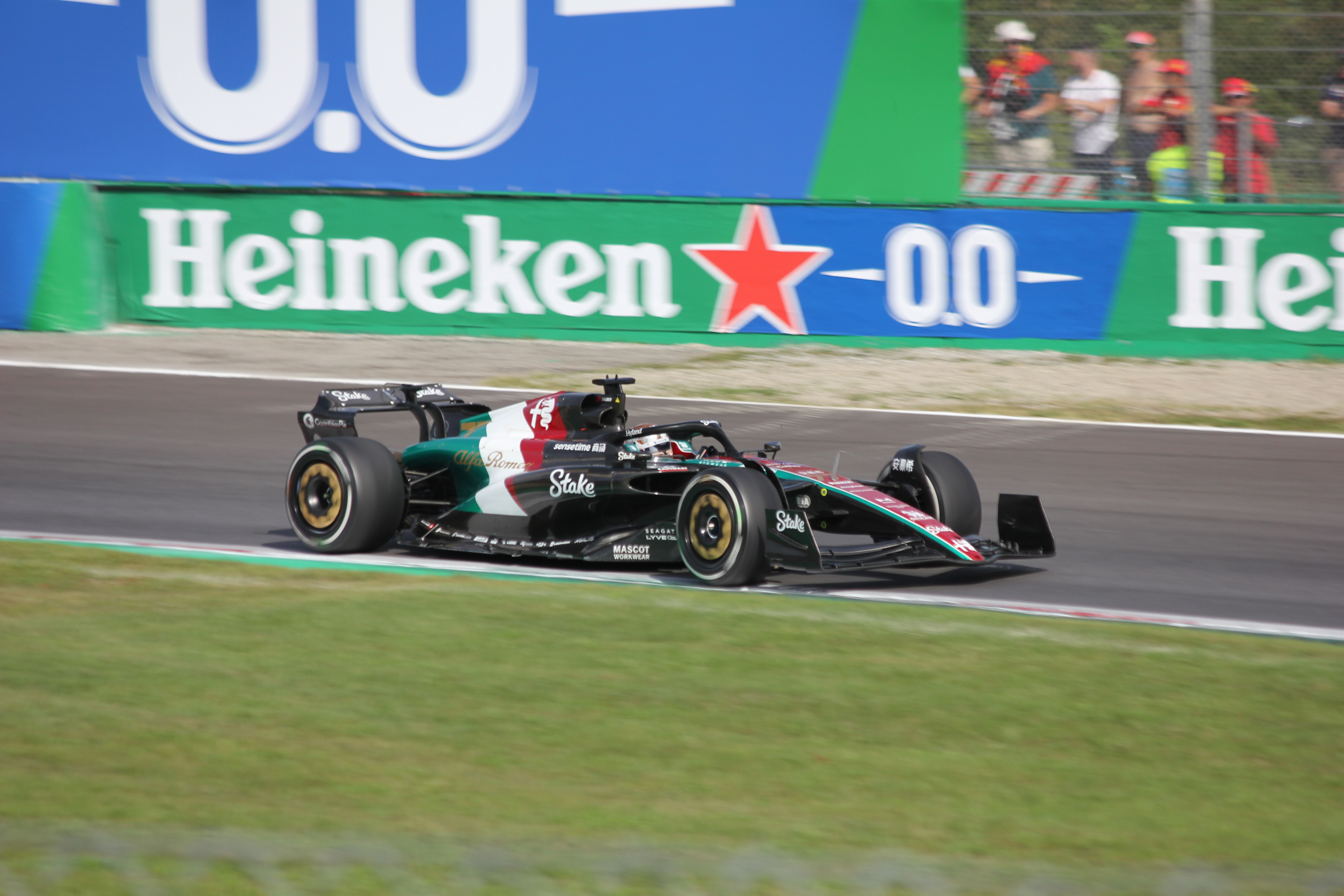
Bottas alla guida della C43 a Monza, con la livrea tributo alla 33 Stradale.

La livrea della C43, l'ultima disegnata dal Centro Stile Alfa Romeo, è schematicamente simile a quella della sua antenata, la C42, ma cambia dal punto di vista cromatico; difatti il bianco che, accostato al rosso Alfa era stato utilizzato su tutte le livree dalla C37, viene del tutto abbandonato in favore di una base nero carbonio lasciato a vista sulla maggior parte della carrozzeria, scelta presa anche per un risparmio di peso. Le aree colorate di rosso sono quasi in totale corrispondenza di quelle della C42, ovvero la parte superiore del muso, a partire dalla punta fino all'abitacolo, e il cofano motore. Su di esso il logo vintage dell'Alfa Romeo è stato sostituito dal marchio con il nome della casa in corsivo ed è stato rimpicciolito. L'airscope presenta un'asimmetria per quanto riguarda i loghi su di esso applicati (nell'area rossa): sul lato sinistro è collocato il Quadrifoglio Verde, mentre sul lato destro la versione del marchio della casa milanese raffigurato con solamente la croce dello stemma di Milano e il biscione. Anche l'Halo e le ali presentano il carbonio a vista; l'ala posteriore continua a recare sulla parte inferiore dell'ala mobile un riferimento alla bandiera italiana con un altro logo con la scritta in corsivo «Alfa Romeo». Altri cambiamenti della livrea sono dettati dall'abbandono del co-title sponsor Orlen, i quali loghi, sulle pance e sul flap mobile dell'ala posteriore, sono sostituiti dai loghi del nuovo co-title sponsor Stake.
Per il Gran Premio d'Italia le C43 corrono con una livrea speciale atta a tributare la presentazione della 33 Stradale, una nuova fuoriserie prodotta dall'Alfa Romeo. La livrea cambia nella zona rossa posteriore, sostituita dal tricolore italiano, e in quella anteriore, la quale viene bordata lateralmente da due fasce verdi-bianche. Inoltre i numeri di gara sono riportati in oro così come le scritte «33 Stradale» in corsivo applicate sul cofano motore e dietro l'ala mobile.

## Contesto
Il 26 agosto 2022 l'Alfa Romeo ha annunciato l'addio alla Formula 1 alla fine della stagione 2023, ponendo fine alla partnership con la Sauber e rendendo la C43 l'ultima vettura progettata dalla Sauber ad essere marchiata Alfa Romeo. Annunciata il 20 gennaio 2023, la monoposto, la prima ad esordire nella stagione 2023, è stata presentata il 7 febbraio.

## Caratteristiche tecniche
Rispetto alla precedente C42, la C43 abbandona il concetto del "doppio fondo", grazie ad un nuovo disegno delle pance e delle bocche dei radiatori. Quest'ultime, riprendono il disegno di quelle della Ferrari F1-75, e permettono di scavare le pance al disotto di esse, mentre, nella parte superiore, le pance hanno una forma spiovente, con un conseguente riposizionamento dei radiatori. Al disopra delle pance invece vi sono delle prime feritoie per il raffreddamento. Viene ridisegnato anche il cofano motore che, a metà altezza, ha una bombatura, sulla quale è presente un'altra serie di griglie, che si restringe nella zona bassa e si protende fino alla beam-wing. Il roll-bar è più robusto, a causa dell'inasprimento dei crash test e delle modifiche nel regolamento a seguito dell'incidente di Zhou nel GP di Gran Bretagna 2022; nella stessa zona, viene anche ridisegnato l'airscope, che ha una configurazione a 4 prese d'aria, presente anche sulle precedenti vetture, abbandonata solo per la C42. Il regolamento tecnico subisce una variazione per quanto riguarda l'altezza da terra, e la C43 nella parte laterale del fondo 9 generatori di vortice.
Dal Gran Premio del Bahrein gli attacchi delle sospensioni anteriori vengono carenati per creare un effetto aerodinamico, soluzione già vista sulla Mercedes W13 e W14.

## Scheda tecnica
| Caratteristiche tecniche - Alfa Romeo C43                      | Caratteristiche tecniche - Alfa Romeo C43                          | Caratteristiche tecniche - Alfa Romeo C43                          | Caratteristiche tecniche - Alfa Romeo C43                                                     | Caratteristiche tecniche - Alfa Romeo C43                                                     | Caratteristiche tecniche - Alfa Romeo C43                                                     |
| Configurazione                                                 | Configurazione                                                     | Configurazione                                                     | Configurazione                                                                                | Configurazione                                                                                | Configurazione                                                                                |
| -------------------------------------------------------------- | ------------------------------------------------------------------ | ------------------------------------------------------------------ | --------------------------------------------------------------------------------------------- | --------------------------------------------------------------------------------------------- | --------------------------------------------------------------------------------------------- |
| Carrozzeria: monoposto                                         | Carrozzeria: monoposto                                             | Posizione motore: centrale                                         | Posizione motore: centrale                                                                    | Trazione: posteriore                                                                          | Trazione: posteriore                                                                          |
| Dimensioni e pesi                                              |                                                                    |                                                                    |                                                                                               |                                                                                               |                                                                                               |
| Posti totali: 1                                                | Posti totali: 1                                                    | Bagagliaio: assente                                                | Bagagliaio: assente                                                                           | Serbatoio: 110 kg                                                                             | Serbatoio: 110 kg                                                                             |
| Meccanica                                                      |                                                                    |                                                                    |                                                                                               |                                                                                               |                                                                                               |
| Tipo motore: Ferrari 066/8, V6 turbo ibrido con bancate di 90° | Tipo motore: Ferrari 066/8, V6 turbo ibrido con bancate di 90°     | Tipo motore: Ferrari 066/8, V6 turbo ibrido con bancate di 90°     | Cilindrata: 1600 cm³                                                                          | Cilindrata: 1600 cm³                                                                          | Cilindrata: 1600 cm³                                                                          |
| Distribuzione: Bialbero a 24 valvole con punterie pneumatiche  | Distribuzione: Bialbero a 24 valvole con punterie pneumatiche      | Distribuzione: Bialbero a 24 valvole con punterie pneumatiche      | Alimentazione: 500 bar-diretta (1 iniettore per cilindro)                                     | Alimentazione: 500 bar-diretta (1 iniettore per cilindro)                                     | Alimentazione: 500 bar-diretta (1 iniettore per cilindro)                                     |
| Accensione: Magneti Marelli statica                            | Accensione: Magneti Marelli statica                                | Accensione: Magneti Marelli statica                                | Impianto elettrico: Magneti Marelli                                                           | Impianto elettrico: Magneti Marelli                                                           | Impianto elettrico: Magneti Marelli                                                           |
| Frizione: doppia multidisco a comando elettroidraulico         | Frizione: doppia multidisco a comando elettroidraulico             | Frizione: doppia multidisco a comando elettroidraulico             | Cambio: longitudinale sequenziale a 8 marce + RM con comando semiautomatico a cambiata veloce | Cambio: longitudinale sequenziale a 8 marce + RM con comando semiautomatico a cambiata veloce | Cambio: longitudinale sequenziale a 8 marce + RM con comando semiautomatico a cambiata veloce |
| Telaio                                                         |                                                                    |                                                                    |                                                                                               |                                                                                               |                                                                                               |
| Corpo vettura                                                  | in materiale composito a nido d'ape con fibra di carbonio          | in materiale composito a nido d'ape con fibra di carbonio          | in materiale composito a nido d'ape con fibra di carbonio                                     | in materiale composito a nido d'ape con fibra di carbonio                                     | in materiale composito a nido d'ape con fibra di carbonio                                     |
| Sterzo                                                         | cremagliera servoassistito                                         | cremagliera servoassistito                                         | cremagliera servoassistito                                                                    | cremagliera servoassistito                                                                    | cremagliera servoassistito                                                                    |
| Sospensioni                                                    | anteriori: puntone (push-rod) / posteriori: puntone (push-rod)     | anteriori: puntone (push-rod) / posteriori: puntone (push-rod)     | anteriori: puntone (push-rod) / posteriori: puntone (push-rod)                                | anteriori: puntone (push-rod) / posteriori: puntone (push-rod)                                | anteriori: puntone (push-rod) / posteriori: puntone (push-rod)                                |
| Freni                                                          | anteriori: Freni a disco Brembo / posteriori: Freni a disco Brembo | anteriori: Freni a disco Brembo / posteriori: Freni a disco Brembo | anteriori: Freni a disco Brembo / posteriori: Freni a disco Brembo                            | anteriori: Freni a disco Brembo / posteriori: Freni a disco Brembo                            | anteriori: Freni a disco Brembo / posteriori: Freni a disco Brembo                            |
| Pneumatici                                                     | Pirelli / Cerchi: BBS da 18 in                                     | Pirelli / Cerchi: BBS da 18 in                                     | Pirelli / Cerchi: BBS da 18 in                                                                | Pirelli / Cerchi: BBS da 18 in                                                                | Pirelli / Cerchi: BBS da 18 in                                                                |
| Altro                                                          |                                                                    |                                                                    |                                                                                               |                                                                                               |                                                                                               |
| Energia batteria (a giro) 4 MJ                                 | Sistema ERS                                                        | Sistema ERS                                                        | Sistema ERS                                                                                   | Sistema ERS                                                                                   | Sistema ERS                                                                                   |
| Potenza MGU-K: 120 kW                                          | Giri max MGU-K: 50 000 giri/min Giri max MGU-H: 125 000 giri/min   | Giri max MGU-K: 50 000 giri/min Giri max MGU-H: 125 000 giri/min   | Giri max MGU-K: 50 000 giri/min Giri max MGU-H: 125 000 giri/min                              | Giri max MGU-K: 50 000 giri/min Giri max MGU-H: 125 000 giri/min                              | Giri max MGU-K: 50 000 giri/min Giri max MGU-H: 125 000 giri/min                              |
| Fonte dei dati: Alfa Romeo F1 Team Stake                       |                                                                    |                                                                    |                                                                                               |                                                                                               |                                                                                               |

## Carriera agonistica

### Stagione
Nel corso della stagione la vettura si rivela poco competitiva, in netto calo rispetto all'annata precedente, riuscendo raramente a raggiungere la zona punti.

## Piloti
| Piloti ufficiali     | Piloti ufficiali | Piloti ufficiali |
| Nazione              | Nome             | Numero           |
| -------------------- | ---------------- | ---------------- |
| Finlandia (bandiera) | Valtteri Bottas  | 77               |
| Cina (bandiera)      | Zhou Guanyu      | 24               |
| Piloti di riserva    |                  |                  |
| Nazione              | Nome             | Numero           |
| Francia (bandiera)   | Théo Pourchaire  | 98               |

## Risultati in Formula 1
| Anno | Team       | Motore  | Gomme | Piloti |    |    |    |     |    |    |    |    |    |    |    |    |     |    |     |     |   |    |    |     |    |    | Punti | Pos. |
| ---- | ---------- | ------- | ----- | ------ | -- | -- | -- | --- | -- | -- | -- | -- | -- | -- | -- | -- | --- | -- | --- | --- | - | -- | -- | --- | -- | -- | ----- | ---- |
| 2023 | Alfa Romeo | Ferrari | P     | Bottas | 8  | 18 | 11 | 18  | 13 | 11 | 19 | 10 | 15 | 12 | 12 | 12 | 14  | 10 | Rit | Rit | 8 | 12 | 15 | Rit | 17 | 19 | 16    | 9º   |
| 2023 | Alfa Romeo | Ferrari | P     | Zhou   | 16 | 13 | 9  | Rit | 16 | 13 | 9  | 16 | 12 | 15 | 16 | 13 | Rit | 14 | 12  | 13  | 9 | 13 | 14 | Rit | 15 | 17 | 16    | 9º   |

| Legenda | 1º posto     | 2º posto | 3º posto    | A punti         | Senza punti/Non class.  | Grassetto – Pole position Corsivo – Giro più veloce Apice – Risultato Sprint (A punti) |
| Legenda | Squalificato | Ritirato | Non partito | Non qualificato | Solo prove/Terzo pilota | Grassetto – Pole position Corsivo – Giro più veloce Apice – Risultato Sprint (A punti) |